# Димитър Плакатуров
Димитър Плакатуров или Мице Плакатурата (на гръцки: Δημήτριος Πλακατούρας) е гъркомански революционер, деец на Гръцката въоръжена пропаганда в Македония от началото на XX век.

## Биография
Димитър Плакатуров е роден в град Енидже Вардар (Па̀зар), тогава в Османската империя, днес Яница в Гърция. Присъединява се към гръцката въоръжена пропаганда в Южна Македония. По професия е файтонджия (кираджия).
При едно пътуване от Солун за Енидже Вардар през 1904 година предварително известява гръцките андарти от Зорбатово, че ще превозва братята Андон и Мите Попставреви, видни представители на българската общност в Енидже Вардар. Организирана им е въоръжена засада, при която гъркоманинът Лагонас убива Андон, изрязва му ухото и го занася впоследствие в гръцкото консулство в Солун. Мите Попставрев се спасява с бягство.
През 1909 година е направен опит да бъде убит Тома Гърков от гръцки терористи в Енидже Вардар. Това са Аристид Граматиков и Мице Плакатурата, които раняват в ръката Тома Гърков с револвер, ятакът им Георги Хаджисуков и Плакатурата са заловени, а Граматиков се измъква.
Няма по-сетнешни сведения за неговите дейност и живот.